# Церковь Серафима Саровского на Серафимовском кладбище
Храм преподобного Серафима Саровского — деревянный православный храм в Приморском районе Санкт-Петербурга. Находится на Серафимовском кладбище в историческом районе Старая Деревня.

## История
В конце XIX века район Чёрной речки был окраиной Санкт-Петербурга. В этой местности селились крестьяне и люди, которые приехали в город на заработки. Вместе с быстрым ростом населения росло и число умерших. Существовавшие Новодеревенское и Благовещенское кладбища оказались переполнены. Поэтому в 1903 году было принято решение выделить землю под новые захоронения.
После принятия решения об организации кладбища было начато строительство кладбищенской церкви. Проект церкви был выполнен архитектором Александром Барановским, работы велись под руководством епархиального архитектора Николая Никонова. Закладка храма была произведена 25 июля 1906 года, а к концу октября здание было уже построено. 1 марта 1907 года оно было освящено во имя святого Серафима Саровского. Кладбище получило название по названию церкви.
Одновременно с главным престолом храма 1 марта 1907 года протоиерей Н. А. Травинский освятил также два придела: южный — во имя святой мученицы Царицы Александры и северный — во имя Покрова Пресвятой Богородицы. Для удобства отпевания боковые приделы были отделены от главного перегородками. Большая часть икон и церковной утвари были подарены или пожертвованы. Дубовый иконостас пожертвовал купец А. А. Николаев, а 11 образов для иконостаса — М. Н. Колчин.
В годы Первой мировой войны на Серафимовском кладбище хоронили солдат и офицеров, погибших на фронтах и умерших в госпиталях города. В память о солдатах и офицерах 36-го Орловского пехотного полка, павших в октябре 1914 года в боях на реке Сан, у левого клироса на специальном столбе была помещена небольшая икона Святителя Николая, укреплённая на латунной доске с надписью: «Нет выше той любви, когда кто положит душу свою за друзей своих. Вечная память».
В 1923 году церковь, первоначально приписанная к Благовещенской церкви, получила самостоятельность и стала приходской, перейдя в ведение обновленческой группировки «Живая церковь», отделившейся в ноябре 1923 года от обновленческого Синода. После 1929 года данный храм был единственным, который остался в ведении Живой церкви. Здесь, на Серафимовском кладбище, до своей смерти о ноябре 1936 года служил покинутый своими прежними сторонниками и забытый «протопресвитер» Владимир Красницкий. 2 октября 1937 года храм перешёл в ведение обновленческой церкви во главе с Виталием (Введенским). Однако 22 января 1942 года храм был изъят у обновленцев и превращён в «склад-распределитель приёма покойников».
28 апреля 1942 года Серафимовский храм был передан общине Патриаршей церкви и возрождён. Когда пришла новость о снятии блокады, церковные колокола звонили двое суток.
С 14 февраля 1948 года настоятелем храма (с 29 декабря 1958 года — почётным настоятелем) был протоиерей Николай Ломакин.
В 1987 году живописные изображения событий из жития преподобного Серафима на западном фасаде храма были заменены мозаичными. В 2000 году на пожертвования прихожан был проведён капитальный ремонт храма: полностью заменены полы, стропильная система, кровля, купола и кресты. В 2002 году выполнен ремонт фасадов, заменены мозаичные изображения. Отреставрирована значительная часть икон, в том числе извлечённых из запасников храма. Большинство храмовых икон вновь позолочены, а иконы Святителя Николая и Божией Матери «Казанская» обрели новые дубовые резные киоты.

## Архитектура, убранство
Храм преподобного Серафима Саровского — интересный для Санкт-Петербурга образец деревянной церковной архитектуры начала XX века. Одноэтажный деревянный храм построен по традиционной для русского церковного зодчества трёхчастной схеме: в плане он представляет собой три примыкающих друг к другу прямоугольника. Наиболее широкая западная часть включает притвор, над которым расположена колокольня, трапезную и боковые приделы; средняя часть — центральный четверик с боковыми притворами. Более узкая восточная часть состоит из апсиды и окружающих её служебных помещений, в том числе ризницы. В объёме здания доминируют высокий четверик и колокольня, завершённые четырёхгранными шатрами с луковичными главками на барабанах. Резное убранство фасадов выполнено в русском стиле. Внешний облик здания определяют шатровые крыши церкви и колокольни, резные подзоры кровли, точёные столбы крылец.
Интерьер церкви сохранился с момента открытия почти без изменений. В храме находится образ «Умиление», список с келейной иконы, перед которой скончался старец Серафим. В главном приделе висит его портрет, написанный игуменом Иосафом, учеником и биографом преподобного Серафима. В киоте, справа от амвона, находятся несколько реликвий: местночтимая икона с частицами одежды, мантии с гроба и камня, на котором молился преподобный. Слева от входа, тоже в киоте, помещена икона Смоленской Божией Матери, написанная в XVIII веке, ранее находившаяся в Благовещенской церкви и переданная церкви Серафима Саровского после войны. По преданию, она была привезена рабочими людьми, приехавшими для постройки Санкт-Петербурга по приказу Петра I.

## Духовенство
- Настоятель храма — протоиерей Аристарх Егошин.
- Протоиерей Вячеслав Помаскин.
- Протоиерей Никита Бадмаев
- Иерей Константин Костин
- Иерей Георгий Астахов[2].

## Святыни храма
- Главная святыня храма — образ преп. Серафима Саровского, с частицами его мощей, мантии и гроба, а также камня, на котором он молился тысячу дней и ночей.
- Икона Божией Матери «Умиление»
- Икона Божией Матери Казанской
- Икона Святителя Николая, рядом с иконой Святителя Николая укреплена мемориальная латунная доска с небольшим образом святого Николая Чудотворца в память 136 солдат и офицеров 36-го Орловского пехотного полка, погибших с 6 по 23 октября 1914 года на реке Сан, с надписью: «Нет выше той любви, когда кто положит душу свою за друзей своих. Вечная память».
- Икона «Знамение»
- Икона Смоленской Божьей Матери
- Икона Тихвинской Божьей Матери
- Икона Богородицы «Взыскание погибших»
- Икона «Сретение»
- Молельная икона Казанской Божьей Матери великого князя Михаила Александровича[3]